# Roberto Jabali
Roberto Jabali (Ribeirão Preto, 16 maggio 1970) è un ex tennista brasiliano.

## Carriera
In carriera ha raggiunto una finale nel singolare all'Abierto Mexicano Telcel nel 1994, perdendo 6-3, 6-1 da Thomas Muster.

## Statistiche

### Singolare

#### Finali perse (1)
| Numero | Anno             | Torneo                                     | Superficie  | Avversario in finale | Punteggio |
| 1.     | 27 febbraio 1994 | Abierto Mexicano Telcel, Città del Messico | Terra rossa | Thomas Muster        | 3-6, 1-6  |